# ممدوح سالم باعجاجه

ممدوح سالم باعجاجه مخرج، ومنتج وممثل سعودي. أخرج وأنتج العديد من الأفلام والمسرحيات في المملكة العربية السعودية والعالم العربي، كما أسس أول مهرجان سينمائي سعودي في عام 2006. حصل باعجاجه على العديد من الجوائز، واختاره المركز العربي للسينما ضمن قائمة أهم 100 شخصية في صناعة السينما العربية.

## التعليم
أكاديميًا، حصل سالم على درجة البكالوريوس في علوم الحاسب من جامعة الملك عبد العزيز بجدة، كما حاز على الماجستير في إدارة الجودة من الأكاديمية العربية للعلوم والتكنولوجيا في الإسكندرية بمصر. أما فيما يخص عمله في الإخراج والإعلام، فقد حاز عدة شهادات أخرى منها: دبلوم في إخراج وإنتاج الأفلام الوثائقية ودبلوم في تخطيط وإدارة المؤسسات الإعلامية من أكاديمية الجزيرة للتدريب الإعلامي، وشهادة في إدارة المشاريع الإعلامية من هيئة الإذاعة البريطانية، ودبلوم في إدارة وتنظيم الفعاليات من الهيئة العامة للسياحة والتراث الوطني، بالإضافة إلى عدة دورات متخصصة في مجالات الإنتاج، والتسويق، وإخراج الأفلام.

## مسيرته المهنية
سالم هو المؤسس والرئيس التنفيذي لشركة "رواد ميديا" التي أسسها ونظم من خلالها أكثر من 100 مهرجان وفعالية ثقافية وفنية، أبرزها مهرجان سوق عكاظ، ومهرجان الكوميديا الدولي، وكرنفال جازان. بالإضافة إلى ذلك، عمل في مجال الإخراج والإنتاج، وقدم العديد من ورش العمل والندوات بالتعاون مع منظمات ومؤسسات دولية.
وبدأ سالم مسيرته الفنية عام 1995 من خلال مشاركته في عروض مسرحية في مسرح جامعة الملك عبد العزيز بجدة، ثم انضم إلى جمعية الثقافة والفنون في جدة وحصل على دورة في الفنون المسرحية. في عام 2000، أسس فرقة "الرواد للمسرح الشامل" والتي اهتمت بمسرح الطفل، وتحولت لاحقًا في عام 2005 إلى مؤسسة إنتاج فنية باسم "رواد ميديا". أسس سالم أول مهرجان سينمائي سعودي تحت مسمى "مهرجان جدة للعروض المرئية" في عام 2006، ومن خلال "رواد ميديا"، فقد نظم مهرجان الفيلم السعودي وأشرف عليه عام 2012. يقدر رصيده الفني بأكثر من 40 عملاً مسرحيًا، و24 مشاركة تلفزيونية (توعت بين البرامج والدراما)، و14 فيلمًا قصيرًا و وثائقيًا وفيلم طويل، بالإضافة إلى عدد من المشاركات السينمائية الدولية. وكان أول ظهور له على شاشة التلفاز في مسلسل "صراع في الوقت الضائع" في العام 1998.
في عام 2009، اختاره المجلس الثقافي البريطاني كأفضل قيادي ثقافي. كما شارك كعضو في لجان تحكيم العديد من المهرجانات السينمائية، منها:
- مهرجان مسقط السينمائي الدولي (2010).[13]
- مهرجان تروب فست أرابيا (2011).[14]
- مسابقة فلوغتاغ الدولية (2012).[15]
- مهرجان سينمانا الدولي (2023).[16]
- مهرجان العين السينمائي (2022)، حيث ترأس لجنة تحكيم الأفلام القصيرة.[17]
- مهرجان قازان الدولي للسينما الإسلامية (2023).[18]
- مهرجان تحدي غرس القيم (2024).
- جائزة "سيدتي" للإبداع والتميّز.

### مبادرات ومهرجانات
أسس سالم عددًا من المبادرات والمهرجانات السينمائية، من أبرزها:
- مهرجان جدة للأفلام.[3]
- مهرجان الفيلم السعودي على قناة روتانا.[10]
- مهرجان الشباب للأفلام.[19]

### مناصب وعضويات
شغل سالم عددًا من المناصب الاستشارية والتنظيمية، منها:
- مستشار لجنة السينما والفيديو بجمعية الثقافة والفنون.
- عضو سابق في لجنة الدعاية والإعلان بغرفة جدة.
- عضو سابق في لجنة الفعاليات والمؤتمرات بغرفة مكة.
- عضو في لجنة الإنتاج الإعلامي المرئي والمسموع بغرفة جدة.
- عضو في لجنة الفعاليات بغرفة جدة.
- مؤسس ورئيس شركة رواد ميديا وسينما 70 للسينما المتنقلة.[20]
- عضو الهيئة العالمية للمسرح.
- عضو مركز الفيلم العربي.[21]
- عضو مؤسس في جمعية الأفلام المهنية.[22]

## أعماله

### الأفلام
| التاريخ | العمل                        | المهمة           |
| ------- | ---------------------------- | ---------------- |
| 2007م   | ليلة البدر                   | مؤلف، مخرج، منتج |
| 2008م   | انتماء                       | مخرج             |
| 2009م   | قصة نجاح                     | مؤلف، مخرج، منتج |
| 2010م   | جدة ملتقى الثقافات والحضارات | مؤلف، مخرج، منتج |
| 2010م   | أكمام الارض                  | مؤلف، مخرج، منتج |
| 2012م   | بناء الإنسان                 | مؤلف، مخرج، منتج |
| 2013م   | مهمة طفل                     | مؤلف، مخرج، منتج |
| 2013م   | رواشين                       | مؤلف، مخرج، منتج |
| 2014م   | صقر الجزيرة                  | مؤلف، مخرج، منتج |
| 2014م   | انطلاقات                     | مؤلف، مخرج، منتج |
| 2014م   | طاقة                         | مؤلف، مخرج، منتج |
| 2014م   | منتجون                       | مؤلف، مخرج، منتج |
| 2019م   | في ذاكرة شخص ما              | منتج             |
| 2024م   | دار البنات                   | مخرج             |
| 2025م   | الهندول                      | منتج، مخرج       |

### التلفزيون
| التاريخ | العمل                       | النوع                  |
| ------- | --------------------------- | ---------------------- |
| 1996م   | بابا فرحان -الجزء الرابع    | مسلسل                  |
| 1996م   | مقالب وحكايات أبو عرام      | مسلسل                  |
| 1997م   | البيت الكبير                | مسلسل                  |
| 1997م   | أبو حمدان في رمضان          | مسلسل                  |
| 1997م   | لو كنت مكاني                | مسلسل                  |
| 1997م   | مسرح أطفال العيد            | برنامج                 |
| 1997م   | تنوير المسالك لأداء المناسك | برنامج ديني            |
| 1997م   | قـرية الأطـفال              | مسلسل                  |
| 1997م   | حزّر فزّر                     | برنامج مسابقات الأطفال |
| 1997م   | بابا فرحان -الجزء الخامس    | مسلسل                  |
| 1998م   | صراع في الوقت الضائع        | مسلسل                  |
| 1999م   | وجوه وأقنعة                 | مسلسل                  |
| 2000م   | حكاية ومثل                  | برنامج                 |
| 2001م   | أخي الحاج                   | مسلسل ديني             |
| 2001م   | أماكن لها تاريخ             | مسلسل ديني             |
| 2001م   | بابا فرحان -الجزء التاسع    | مسلسل                  |
| 2002م   | بابا فرحان -الجزء العاشر    | مسلسل                  |
| 2002م   | مسرح التلفزيون              | برنامج                 |
| 2002م   | حكايات في موسم البركات      | برنامج                 |
| 2004م   | أغلى وطن                    | برنامج                 |
| 2004م   | الأطفال والعيد              | برنامج                 |
| 2006م   | كل يوم حكاية                | برنامج                 |

### أعمال مسرحية
| التاريخ | العمل                                                  | المهمة                 |
| ------- | ------------------------------------------------------ | ---------------------- |
| 1994م   | مسرحية احذروا انهم أصدقاء                              | ممثل                   |
| 1995م   | المشهد الكوميدي (رحام و خصام، المشهد الشعري طاوي ثلاث) | ممثل                   |
| 1995م   | مسرحية قطار ومحطات                                     | إدارة إنتاج            |
| 1996م   | مسرحية أبو طاقية                                       | ممثل                   |
| 1996م   | مسرحية ثم أنهمر الماء                                  | ممثل                   |
| 1996م   | مسرحية انتبهوا يا سادة                                 | ممثل                   |
| 1996م   | مسرحية أنت فين                                         | ممثل                   |
| 1996م   | مسرحية فرصة عمل                                        | ممثل                   |
| 1996م   | مسرحية الصراع                                          | ممثل                   |
| 1998م   | مسرحية السراب                                          | ممثل، إدارة إنتاج      |
| 2000م   | مسرحية عائلة بالإنترنت                                 | ممثل، مؤلف، منتج       |
| 2000م   | مسرحية حلال العقد                                      | ممثل، مخرج             |
| 2002م   | مسرحـية غزاة الأرض                                     | ممثل، منتج             |
| 2002م   | مسرحية عشنا و شفنا                                     | ممثل                   |
| 2002م   | مسرحية المشاكس                                         | ممثل، منتج             |
| 2002م   | مسرحية مسرور والمرور                                   | مؤلف، مخرج             |
| 2002م   | مسرحية عائلة بن زحل                                    | ممثل، مؤلف، مخرج، منتج |
| 2003م   | مسرحية التسوس                                          | ممثل                   |
| 2003م   | مسرحية مغامرات جنجون                                   | ممثل، منتج             |
| 2004م   | مسرحية اللبيب بالإشارة                                 | ممثل                   |
| 2004م   | مسرحية من ينقذ المدينة                                 | ممثل                   |
| 2005م   | مسرحية شقاوة                                           | ممثل، مؤلف، مخرج       |
| 2005م   | مسرحية جيل الإنترنت                                    | منتج، مخرج             |
| 2005م   | مسرحية احنا آه .. هما لأ                               | ممثل                   |
| 2005م   | المسرح التفاعلي (مسابقات سبيس تون الترفيهية احزر من)   | مخرج                   |
| 2006م   | مسرحية توتو أوف سايت                                   | مخرج، منتج             |
| 2006م   | مسرحية الفيل في الزنبيل                                | ممثل                   |
| 2010م   | مسرحية تهامي كوول                                      | منتج، ممثل             |
| 2010م   | مسرحية حريمكو                                          | منتج                   |
| 2011م   | مسرحية السنافر                                         | منتج                   |
| 2011م   | مسرحية صنع في السعودية                                 | منتج، مخرج             |
| 2015م   | مسرحية نقش من هوازن                                    | منتج، مخرج             |
| 2015م   | مسرحية فارس قومه                                       | منتج، مخرج             |
| 2016م   | مسرحية عبس وذبيان                                      | منتج، مخرج             |
| 2016م   | مسرحية أنا وهو وهو                                     | منتج، مخرج             |
| 2016م   | مسرحية الطيور الغاضبة                                  | منتج                   |
| 2016م   | مسرحية ظل حيطة                                         | منتج                   |
| 2016م   | مسرحية الإسفنجة البحرية والوصفة السحرية                | منتج                   |
| 2016م   | مسرحية الديناصور الوردي والمخلوق الفضائي               | منتج                   |
| 2018م   | مسرحية سوبر كيوت                                       | منتج                   |
| 2018م   | مسرحية سوق العرب                                       | منتج، مخرج             |
| 2022م   | مسرحية مغامرات حكاية لعبة                              | منتج                   |
| 2023م   | مسرحية حبر وتبر                                        | منتج، مخرج             |
| 2024م   | مسرحية الأشباح                                         | منتج، مخرج             |

## أبرز الإنجازات
- مؤسس ومنظم مهرجان جدة للأفلام المرئية عام 2006، والذي يعد أول مهرجان سينمائي سعودي والذي تحول لاحقًا إلى "مهرجان جدة السينمائي"، ونظم منه ثلاث دورات متتالية (2006-2008).[4]
- نظم مهرجان الفيلم السعودي على قناة روتانا أفلام وروتانا خليجية لدورتين متتاليتين، وكان أول مهرجان سينمائي سعودي يُعرض على القنوات الفضائية عام 2012.[10]
- قدم أولى العروض السينمائية التجارية في السعودية بعرض الفيلم السعودي مناحي (من إنتاج روتانا وبطولة فايز المالكي) في جدة والطائف عام 2008،[36] إضافة إلى عرض أفلام أخرى من بينها فيلم "صباح الليل" للفنان راشد الشمراني.
- نظم واخرج الفعاليات السينمائية في الأيام الثقافية السعودية وذلك بإشراف من وزارة الثقافة والإعلام في: مصر، وروسيا، وتركيا، والجزائر، واليمن، وقطر.[8]
- قدم العديد من ورش العمل والندوات والمؤتمرات في صناعة الأفلام وكان من أبرزها: مؤتمر تيدكس جدة، ورشة تروب فيست في جدة،[37] القيادة الثقافية في منشآت.
- نظم العديد من الفعاليات الفنية والترفيهية داخل وخارج المملكة العربية السعودية: مثل جناح منطقة مكة المكرمة بالجنادرية، وسوق عكاظ، ومهرجان الكوميديا الدولي، وحفل اليوم الوطني بمكة المكرمة.[29]
- مثل المملكة العربية السعودية في أكثر من 65 مهرجانًا ثقافي وسينمائي.
- أصدر كتابًا بعنوان "دراسة الاحتياجات والرغبات وفهم سلوكيات روّاد السينما والمنصات في السعودية"، والذي يحلل توجهات الجمهور السعودي في هذا المجال.[38][39]

## الجوائز
- جائزة الخنجر الفضي للأفلام الوثائقية من مهرجان مسقط السينمائي الدولي (2012).[4]
- جائزة المفتاحة للفن المسرحي عن مهرجان الكوميديا الدولي (2010).[40]
- جائزة أفضل قيادي ثقافي سعودي من المجلس الثقافي البريطاني (2009).[12]
- تكريم من ستوديو قازان السينمائي في روسيا عن فيلم "ليلة البدر" (2007).